# 2527 Gregory
2527 Gregory è un asteroide della fascia principale. Scoperto nel 1981, presenta un'orbita caratterizzata da un semiasse maggiore pari a 2,4653016 UA e da un'eccentricità di 0,1861949, inclinata di 2,61461° rispetto all'eclittica.
L'asteroide è dedicato a Bruce Gregory Thomas, secondogenito dello scopritore, il cui secondo nome fu scelto a sua volta in onore dell'astronomo scozzese James Gregory.